# Paule Wislenef
Paule Wislenef est une écrivaine française née en 1928.

## Biographie
Élève du lycée de jeunes filles de Nîmes durant la Seconde Guerre mondiale, où elle obtient son baccalauréat, elle est ensuite championne universitaire d'escrime du Languedoc-Provence.
En 1957, elle publie son premier roman, Le Dépossédé, jugé trop long par Robert Coiplet. Pour son second livre, La Polonaise à Chopin (1959), qui dépeint un monde de marginaux, elle est la première femme à recevoir le prix Eugène-Dabit du roman populiste. En 1965, elle fait paraître Fontary, remarqué par Pierre-Henri Simon. Après avoir publié plusieurs ouvrages, elle entame une trilogie romanesque dont seul le premier tome, Le Jeu de la forêt, paraît en 1983. Son dernier texte est un recueil paru dans le recueil collectif Nouvelles des Cévennes (1994).

## Ouvrages
- Le Dépossédé, Paris, Le Seuil, 1957 (BNF 31659638).
- La Polonaise à Chopin, Paris, Le Seuil, 1959 (BNF 31659639).
- Profondément au cœur du delta, Paris, Le Seuil, 1960 (BNF 33224223).
- Fontary, Paris, Le Seuil, 1965 (BNF 33224222).
- Les Sargasses, Paris, Le Seuil, 1974 (BNF 35214662).
- Le Jeu de la forêt, Paris, Mercure de France, coll. « Mille et une femmes », 1983  (ISBN 2-7152-0122-2).

## Prix
- Prix Eugène-Dabit du roman populiste (1959) pour La Polonaise à Chopin[1].